# Tomcraft – The Mix
Tomcraft – The Mix – dwupłytowy album kompilacyjny zmiksowany przez niemieckiego DJ-a i producenta - Tomcrafta, wydany w Niemczech 3 listopada 2003 roku przez wytwórnię Kosmo Records. Na kompilację składają się dwie płyty kompaktowe. Pierwsza z nich zawiera remiksy 12 utworów (11 z nich jest autorstwa Tomcrafta, natomiast autorem remiksu ostatniego utworu (słynnego Loneliness Tomcrafta) jest Benny Benassi). Druga część kompilacji to 13 utworów, które zmiksował Tomcraft - utworów oryginalnych, jak również remiksów.

## Lista utworów

### CD1
1. Yello - The Race (Tomcraft On Yello) (6:31)
2. Andain - Summer Calling (Tomcraft Remix) (6:44)
3. Sonique - Alive (Tomcraft Mix) (7:01)
4. Düse - Nackig (Tomcraft Remix) (5:48)
5. Simple Minds - Spaceface (Tomcraft Remix) (5:36)
6. BBE - Seven Days And One Week (Tomcraft Remix) (6:13)
7. Nalin Inc. - Planet Violet 2003 (Tomcraft's R.I.P. Remix) (6:37)
8. Futureshock - Late At Night (Tomcraft Remix) (6:27)
9. Marco V - Simulated (Tomcraft Remix) (6:27)
10. Tillmann Uhrmacher - Friends (Tomcraft Remix) (6:22)
11. Da Hool - Set The Stakes High (Tomcraft's High Mix) (4:58)[1]
12. Tomcraft - Loneliness (Benny Benassi Remix) (5:59)

### CD2
1. DJ Remy - Dustsucker (5:13)[2]
2. Priceless - Freak Out (5:25)
3. WestBam - Right On (3:09)
4. Berlin Bitch - Make It Loud (Düse Remix) (4:58)
5. Tomcraft - Brainwashed (UK Clubmix) (6:24)
6. PQM - Nameless (Chab Remix) (3:09)
7. Huntemann - DiscoTech (Monika Kruse @ Voodooamt Remix) (3:56)
8. DK - Murder Was The Bass (5:01)
9. DJ Arabesque vs. Jakyro - Strance (Jakyro Mix) (5:58)
10. Mauro Picotto & Riccardo Ferri - New Time New Place (10:18)
11. Marco Bellini - The Nitro Of Love (3:26)
12. DJ Scandy - Split (4:33)
13. Tomcraft - Great Stuff (6:19)